# Nyolc kis duett (Kodály)
A Nyolc kis duett Kodály Zoltán 1953-ban írt műve (Eősze-száma 201). A Bicinia Hungarica nyolc dalát dolgozza fel szoprán- és tenorhangra, zongorakísérettel. A nyolc dalból hat magyar népdal, egy finn, míg az egyik Kodály saját műve.
| Cím                            | Előadás | BH  |
| ------------------------------ | ------- | --- |
| Így kezdődik a Kalevala        | 1.      | 61  |
| Arany, ezüstért, cifra ruháért | 2.      | 107 |
| Egy kicsi madárka              | 3.      | 112 |
| Kis kece lányom                | 4.      | 78  |
| Leányszépség                   | 5.      | 59  |
| Hej, tulipán, tulipán          | 6.      | 79  |
| Csillagoknak teremtője         | 7.      | 80  |
| Kiolvasó                       | 8.      | 58  |